# Цегельня (Груєцький повіт)
Цеґельня (пол. Cegielnia) — село в Польщі, у гміні Могельниця Груєцького повіту Мазовецького воєводства.
Населення — 79 осіб (2011).
У 1975-1998 роках село належало до Радомського воєводства.

## Демографія
Демографічна структура станом на 31 березня 2011 року:
|          | Загалом | Допрацездатний вік | Працездатний вік | Постпрацездатний вік |
| -------- | ------- | ------------------ | ---------------- | -------------------- |
| Чоловіки | 38      | 5                  | 32               | 1                    |
| Жінки    | 41      | 8                  | 19               | 14                   |
| Разом    | 79      | 13                 | 51               | 15                   |